# Flammenwerfer 35
De Flammenwerfer 35, of FmW 35 (letterlijk: 'vlammenwerper') is een eenmans Duitse vlammenwerper gebruikt tijdens de Tweede Wereldoorlog om loopgraven en gebouwen te 'zuiveren'. Het was een dodelijk wapen dat uiterst doeltreffend was op korte afstand. Dit wapen was ook bekend als de "skinsteal", omdat het gebruik van dit wapen op korte afstand normaliter resulteerde in verlies van de huid.
Het wapen had een gewicht van 35,8 kg en was voorzien van 11,8 liter diesel- of stookolie (onder andere gemengd met benzine of kerosine) die met behulp van stikstof als drijfgas uitgestoten werd en aangestoken. Het was goed voor maximaal 10 seconden onafgebroken vuur met een bereik van 25 tot 30 meter (mede afhankelijk van de windrichting). In plaats van één lange vuurstoot konden er ook tien tot vijftien korte vuurstoten gegeven worden. De Flammenwerfer 35 werd geproduceerd tot 1941.